# Sudestada

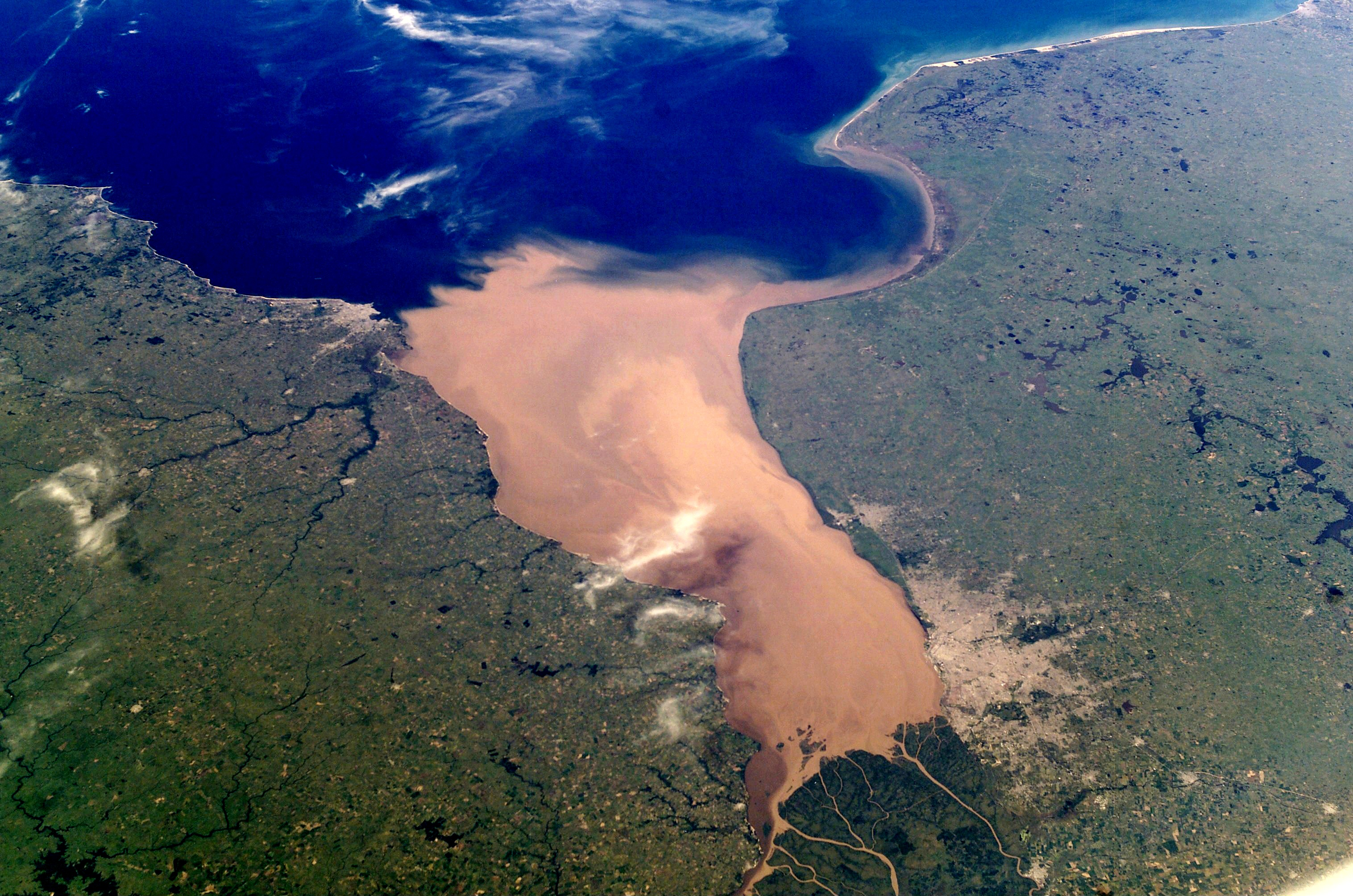
Fotografia aèria del Río de la Plata. La riba dreta correspon a l'Argentina, i l'esquerra a l'Uruguai.

La Sudestada és un fenomen meteorològic comú a una extensa regió del Riu de la Plata (Río de la Plata en castellà), que és un estuari format per la confluència dels rius Uruguai i Paranà, i que afecta bàsicament a l'Argentina i l'Uruguai.
Consisteix en una ràpida rotació de vents freds del sud al quadrant del sud-est, que satura les masses d'aire polar amb humitat oceànica. Este sobtat canvi sobtat, que tempera les baixes temperatures, genera normalment precipitacions de diversa intensitat (des de fortes pluges, a lleugeres plugetes). Sobre les costes es produïx un perillós onatge, i en àrees costaneres poblades com el barri de La Boca), són freqüents les inundacions. La circulació atmosfèrica incrementa la intensitat del vent.
La Sudestada és més comuna des de finals de la tardor i l'hivern. El 90% dels dies amb Sudestada solen ser entre els mesos d'abril i desembre.

## Tipus i causes de la sudestada
Una sudestada pot tenir lloc amb precipitació o sense (cosa menys freqüent) i aquesta darrera és causada per un sistema d'alta pressió centrat al sud-oest de la província de Buenos Aires portant vents persistents a la desembocadura del Río de la Plata.
Una sudestada amb pluja, d'altra banda, es genera per l'efecte combinat de dos sistemes: una zona d'alta pressió localitzada a l'Oceà Atlàntic davant la costa de la Patagònia central, la qual porta aire maí fred a l'est de la província de Buenos Aires Province i al sud del liroral argentí i de l'Uruguai, i un sistema de baixes pressions localitzat sobre el centre sud de la Mesopotàmia argentina i l'oest d'Uruguai, el qual porta aire humit i càlid a la mateixa regió. A mesura que cau la pressió en aquest darrer sistema, els vents del sud-est s'incrementen.